# Gonoplectus carltoni
Gonoplectus carltoni är en mångfotingart som beskrevs av Chamberlin 1921. Gonoplectus carltoni ingår i släktet Gonoplectus och familjen Harpagophoridae. Inga underarter finns listade i Catalogue of Life.